# Rhino’s
rhino’s energy drink (von Rhinozeros) ist ein Energydrink, der seit 2001 auf dem Markt ist. Seit Januar 2005 wird das Getränk unter dem neuen Namen rhino's und neuem Design als Lifestyle-Getränk verkauft. Bis zum Jahre 2005 wurde das Getränk, als Gegensatz zu Red Bull, unter dem Namen Red Rhino’s vertrieben.
Die rhino’s energy GmbH sitzt in München und steuert das globale Marketing und den weltweiten Vertrieb.
Seit Anfang 2011 gibt es „rhino’s natural“ – Energydrink mit Fruchtsaft aus Cranberry und Traube. Dem Drink ist Isomaltulose zugesetzt, was für eine längere Energiebereitstellung sorgen soll. Im Frühjahr 2012 erweiterte rhino‘s energy sein Portfolio auf dem deutschen Markt um ein weiteres Produkt, den „rhino’s relaxation drink“. Seit Sommer 2012 erweitert das Produkt „rhino’s redberry“ die Produktpalette und hat gleichzeitig „rhino's natural“ abgelöst. Im Frühjahr 2013 wurde der Energydrink „rhino's cherry acai“ der Produktpalette hinzugefügt.

## Marketing

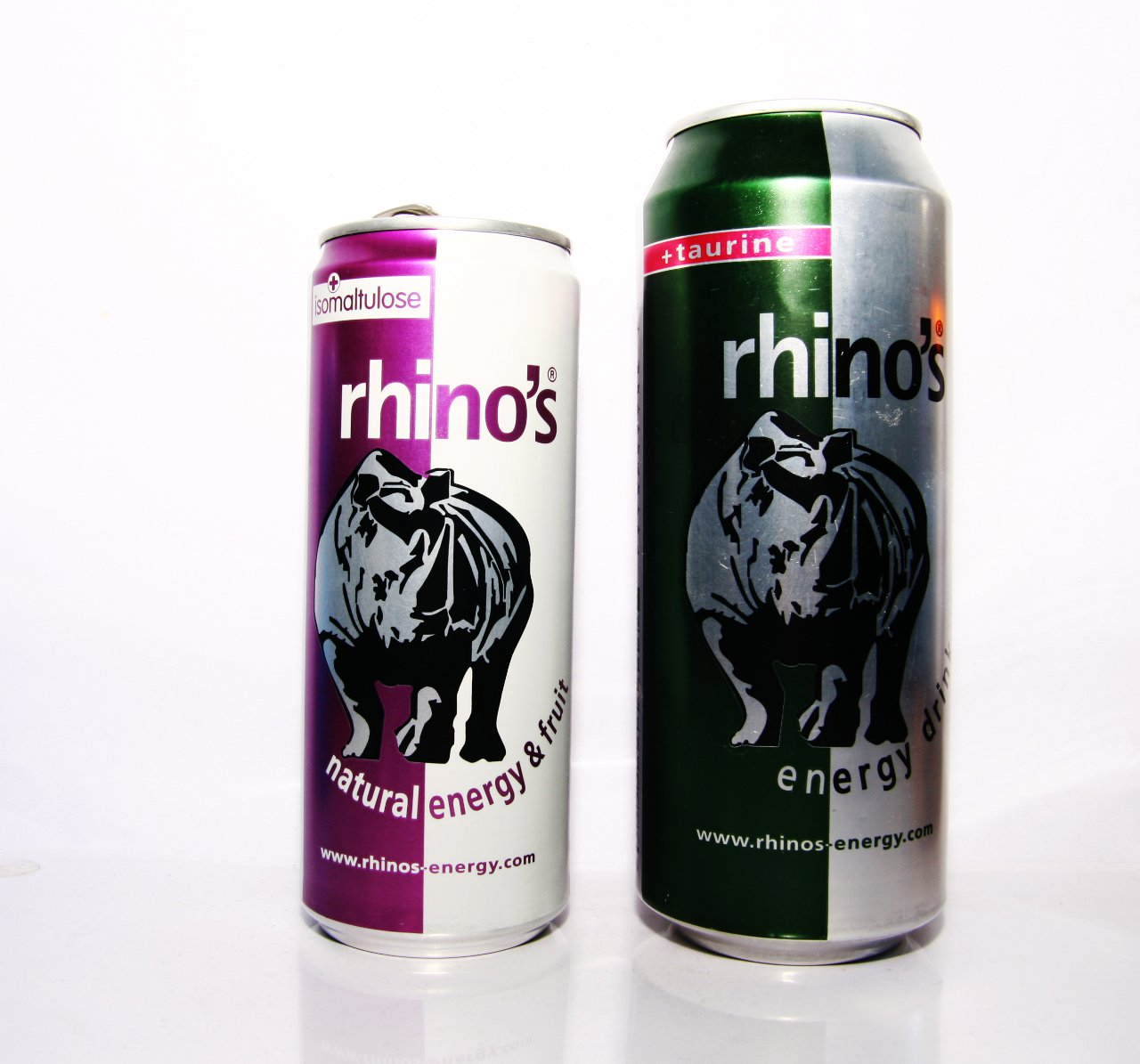
Verschiedene rhino's Dosen

Rhino's energy hat ein breites Marketing-Engagement. Das Unternehmen unterstützt dabei weltweit sowohl große Veranstaltungen im Bereich Musik und Entertainment als auch Lifestyle- und Society-Events wie z. B. „rhino’s Urban Music Awards“ in Australien und Neuseeland oder das österreichische Festival „Rave on Snow“. Rhino’s begleitete auch die „Kool Savas: John Bello Story II Tour“ 2009. Darüber hinaus betätigt sich das Unternehmen im Bereich Motorsport beim „rhino’s juniors squad“, bei dem gezielt junge Fahrer unterstützt werden.
Bis 2008 betätigte sich das Unternehmen intensiv im Bereich Sportsponsoring, mit Sponsoringverträgen im Motorsport (Formel 1, WTCC, Porsche Carrera Cup, rhino’s junior squad), Boxen und Basketball (Brose Baskets Bamberg). Dazu kommen Engagements bei Mannschaften wie dem Fußballverein SSV Jahn Regensburg.
Seit 2010 setzt rhino's eine TV-Kampagne auf Pro7, Kabel1 und DMAX um.

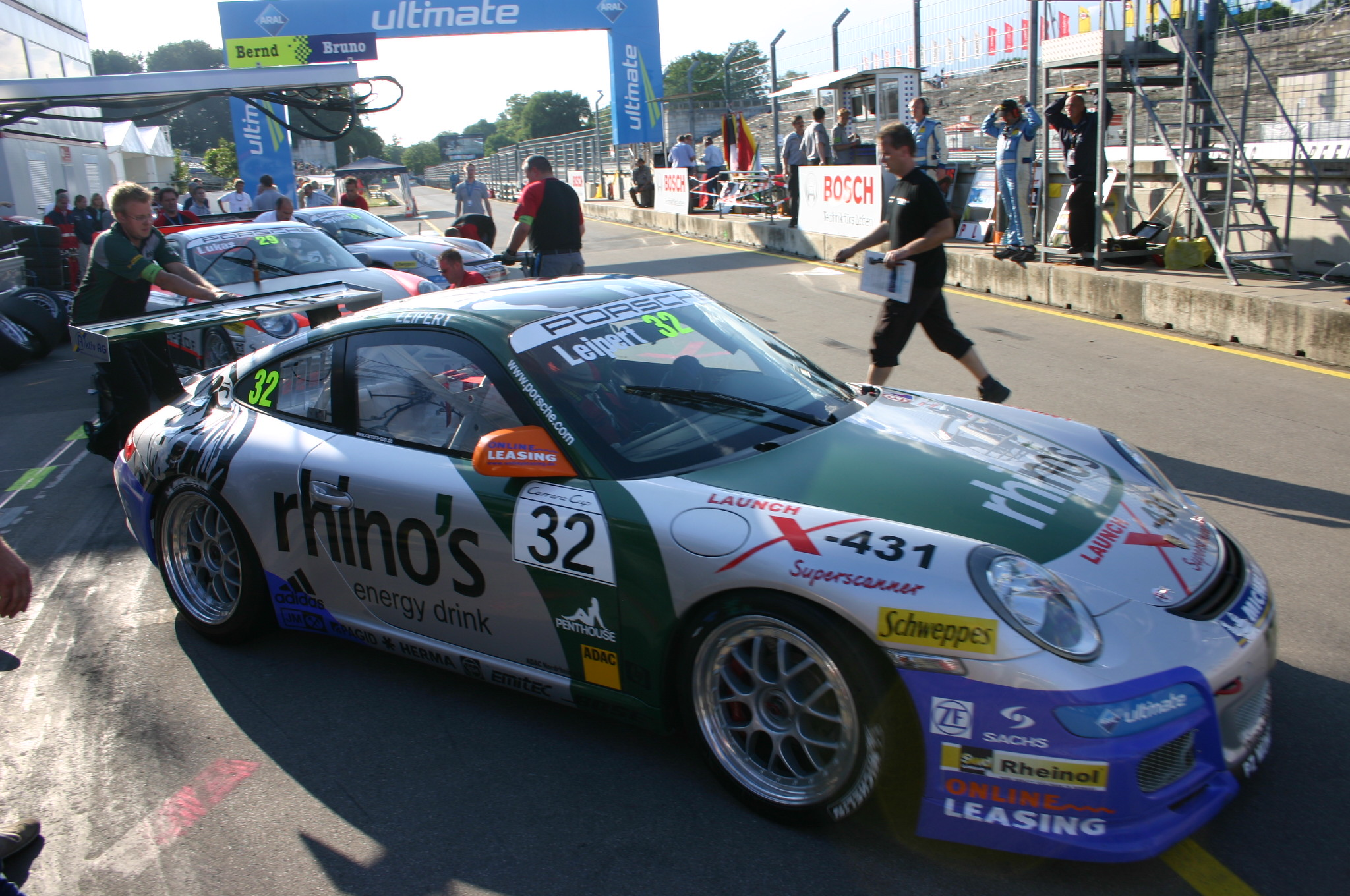
rhino's Porsche 997 GT3 Cup im Porsche Carrera Cup Deutschland.
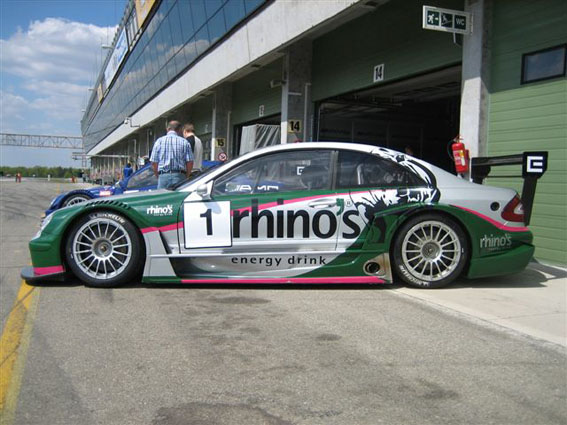
Mercedes CLK beim Central Europe Championship
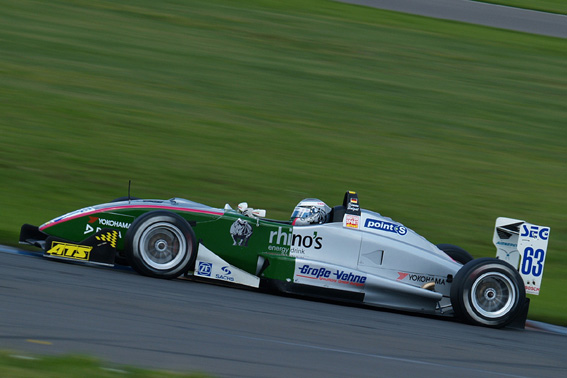
Formel 3